# Zabriskie Point

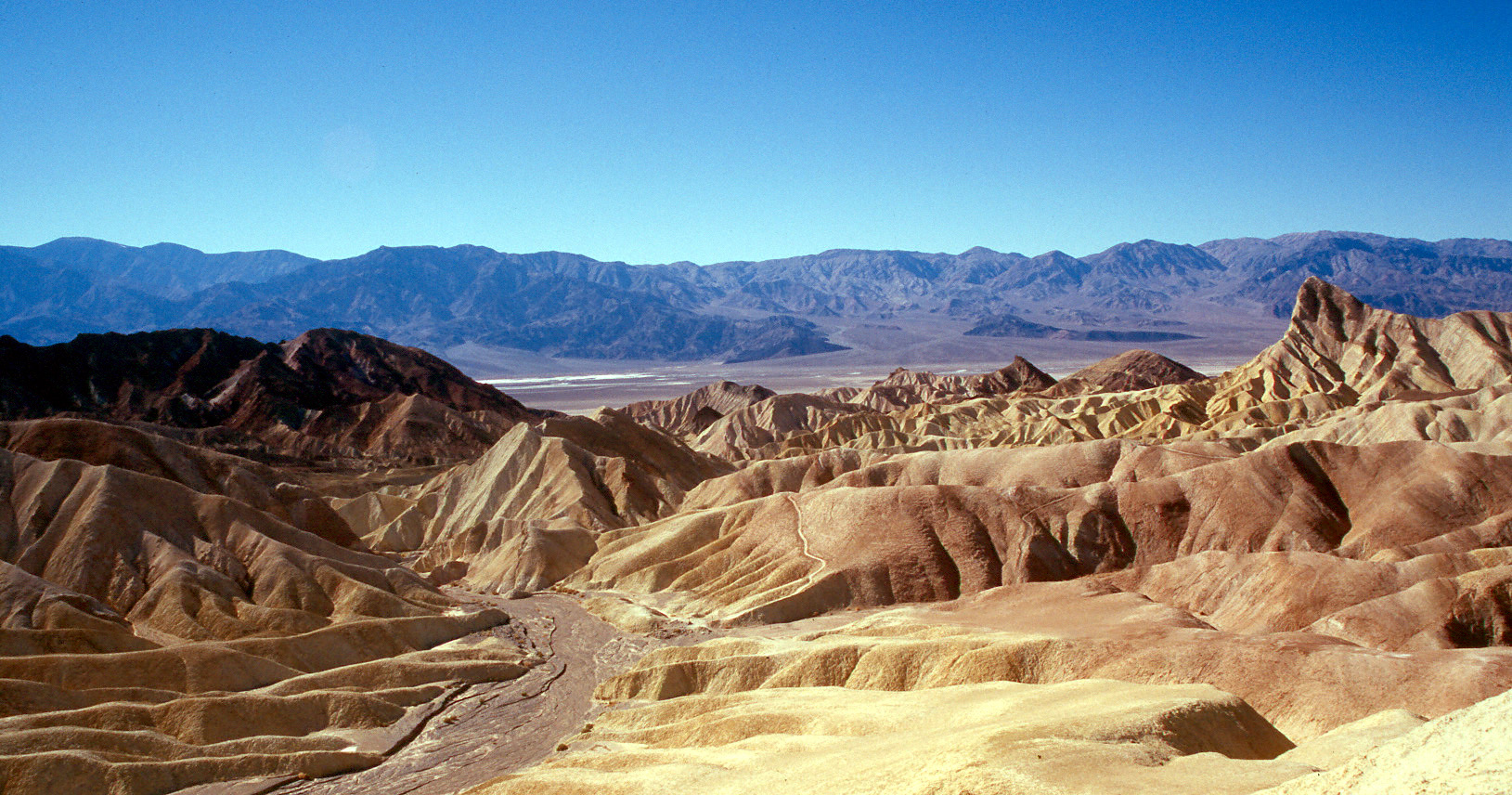
Zabriskie Point

Zabriskie Point je součást pohoří Amargosa Range v Národním parku Death Valley v Kalifornii. Vzniklo erozí půdy přibližně v místě vysušeného jezera Furnace Creek. Svůj název dostalo podle podnikatele Christiana Brevoorta Zabriskie. Podle tohoto místa byl pojmenován film režiséra Michelangela Antonioniho z roku 1970. Nachází se rovněž na obalu alba The Joshua Tree irské rockové skupiny U2.